# Рязанов, Александр Николаевич
Александр Николаевич Ряза́нов (род. 1953) —российский управленец и предприниматель; депутат Государственной Думы РФ (1999—2001).

## Биография
В 1979 году окончил МНИ имени И. М. Губкина по специальности «инженер-электрик», в 1993 году — Всероссийский заочный финансово-экономический институт по специальности «экономист».
С 1979 года работал слесарем цеха подготовки газа Управления по транспортировке газа и жидких углеводородов в Западной Сибири. В 1980—1985 годах — слесарь, механик, начальник участка, главный приборист Сургутского газоперерабатывающего завода. В 1985—1987 годах — инструктор Сургутского горкома КПСС.
С 1987 года — заместитель директора по кадрам и социальным вопросам, с 1988 года — директор Сургутского газоперерабатывающего завода. В 1994—1998 — генеральный директор ОАО «Сургутский газоперерабатывающий завод» ОАО «Сибнефтегазпереработка». Одновременно с 1994 года — член совета директоров ЗАО «Сургутнефтегазбанк».
С октября 1996 года — депутат Думы Ханты-Мансийского автономного округа; входил в состав комиссии по социальной политике и мандатной комиссии.
С декабря 1997 по декабрь 1999 — депутат Тюменской областной думы 2-го созыва; входил в состав постоянной комиссии по бюджету, налогам и финансам.
С 19 декабря 1999 по ноябрь 2001 — депутат ГД III созыва. Входил в состав Комитета Государственной Думы по энергетике, транспорту и связи (26 января — 18 февраля 2000), был заместителем председателя Комитета по собственности (с 18 февраля 2000), заместителем председателя Комиссии Государственной думы по защите прав инвесторов (с 29 марта 2000). С марта 2000 года состоял в межфракционном объединении депутатов Государственной Думы «Сибирское соглашение»; с 11 апреля 2001 года — во фракции «Единство».
С ноября 2001 по 16 ноября 2006 — заместитель председателя правления ОАО «Газпром». В этот период одновременно входил в состав совета директоров ЗАО «Агрохимическая корпорация „Азот“» (с января 2002), совета учредителей украино-российского газопроводного консорциума (с ноября 2002), биржевого совета некоммерческого партнёрства «Межрегиональная биржа нефтегазового комплекса» (с сентября 2004), Координационного совета «РосУкрЭнерго» (с июля 2004), совета директоров ОАО «АКС Холдинг» (с июля 2005); являлся председателем совета директоров Сибирско-уральской нефтегазохимической компании (с 25 марта 2002), председателем комиссии по региональной политике ОАО «Газпром» (с 2003 года), президентом ОАО «Сибнефть» (18.10.2005 — 16.11.2006). В 2007 году продал большую часть своего пакета акций «Газпрома» на сумму более 13 миллионов долларов.
С 2007 года — председатель совета директоров ЗАО «Русская холдинговая компания». Она изначально специализировалась на девелопменте (построила несколько торговых центров в разных регионах России), а затем на сельском хозяйстве и производстве тортов. В 2018 году она приобрела 50% «Центра обработки данных», который работает под брендом New Mining и занимается «майнингом в промышленном масштабе».
С 2008 года — член совета директоров ОАО «РЖД».
С 21 марта 2009 по февраль 2010 — президент «Стройтрансгаза».
26 июля 2010 года зарегистрировано ООО «Астраханские томаты» (основной вид деятельности — овощеводство), в котором 66 % долей принадлежит А. Рязанову, 34 % — Миладе Гудковой (бывший совладелец ЗАО «Балтимор-Холдинг»).
В 2013 году А. Рязанов и Р. Нестеренко учредили компанию «Меридиан», которая должна была построить новую автодорогу от Казахстана до Белоруссии. К началу 2019 года «Меридиан» из 2023 км будущей трассы приобрел земельные участки в коридоре длиной 1371 км. Изначально строительство этой автодороги, ориентированной на транзит из Китая, планировалось начать в 2020 году, но затем его отложили на неопределенный срок. Затем ООО «Меридиан» по иску Нестеренко признали банкротом.

## Награды
- премия Правительства Российской Федерации (2005)[7]
- Почётный гражданин Романовского района Саратовской области.